# Battalions of Fear
Battalions of Fear (укр. Батальйони страху) - це дебютний альбом німецького метал-гурту Blind Guardian, що вийшов у 1988 році. Альбом - це сирий та не досконалий спід-метал який переходить у треш-метал . Не вистачає багатьох стилістичних прийомів, які характеризують музику групи в наступні роки, музика більш зосереджена на швидкості та агресії. Перший трек "Majesty" залишається улюбленим фанатами і часто виконується не концертах гурту. Цей альбом був ремастерований, реміксований та перевиданий 15 червня 2007 року, з усією першою демо-стрічкою групи Symphonies of Doom, як частина бонусних треків. Альбом знову був випущений у рамках набору "A Traveler's Guide to Space and Time" («Посібник мандрівника по простору та часу») з незначними змінами змішування та новим мастерінгом. 

## Ліричні та музичні теми
- Пісні "Majesty" та "Run For the Night", а також назви інструментальних композицій "By the Gates of Moria" та "Gandalf's Rebirth" базуються на Володарі перснів Дж. Р. Р. Толкіна.
- Частини "By the Gates of Moria" походять із симфонії № 9 Антоніна Дворжака З Нового світу.
- "Majesty" відкривається шарманковим варіантом вальсу Йогана Штрауса II "Синій Дунай" .
- "Guardian of the Blind" заснований на Воно Стівена Кінга.
- "The Martyr" - це пристрасть Ісуса Христа .
- "Battalions of Fear" посилаються на стратегічну ініціативу президента США Рональда Рейгана .
- "Wizard's Crown" - про Алістера Кроулі . Пісня спочатку була названа "Хелловін" на демонстраційній стрічці Symphonies of Doom (1985), тоді як група все ще мала назву "Lucifer's Heritage". Назву пісні, можливо, було змінено, щоб уникнути плутанини з однойменною піснею німецького Helloween.
- "Brian" - за фільмом Життя Брайана за Монті Пайтоном.

## Перелік треків
Усі пісні, написані Андре Ольбрихом та Гансі Кюршем, за винятком випадків, де зазначено інше. Всі тексти написані Кюршем. 
| Side one | Side one                                                                            | Side one   |
| #        | Назва                                                                               | Тривалість |
| -------- | ----------------------------------------------------------------------------------- | ---------- |
| 1.       | «Majesty»                                                                           | 7:28       |
| 2.       | «Guardian of the Blind» (André Olbrich, Hansi Kürsch, Marcus Siepen, Thomas Stauch) | 5:09       |
| 3.       | «Trial by the Archon»                                                               | 1:41       |
| 4.       | «Wizard's Crown»                                                                    | 3:48       |

| Side two | Side two                | Side two   |
| #        | Назва                   | Тривалість |
| -------- | ----------------------- | ---------- |
| 5.       | «Run for the Night»     | 3:33       |
| 6.       | «The Martyr»            | 6:14       |
| 7.       | «Battalions of Fear»    | 6:06       |
| 8.       | «By the Gates of Moria» | 2:52       |

| Cassette and CD edition bonus track | Cassette and CD edition bonus track | Cassette and CD edition bonus track |
| #                                   | Назва                               | Тривалість                          |
| ----------------------------------- | ----------------------------------- | ----------------------------------- |
| 9.                                  | «Gandalf's Rebirth»                 | 2:10                                |

| 2007 re-release bonus tracks | 2007 re-release bonus tracks                                      | 2007 re-release bonus tracks |
| #                            | Назва                                                             | Тривалість                   |
| ---------------------------- | ----------------------------------------------------------------- | ---------------------------- |
| 10.                          | «Brian» (Demo Version) (André Olbrich, Hansi Kürsch, Markus Dörk) | 2:41                         |
| 11.                          | «Halloween (The Wizard's Crown)» (Demo Version)                   | 3:22                         |
| 12.                          | «Lucifer's Heritage» (Demo Version)                               | 4:36                         |
| 13.                          | «Symphonies of Doom» (Demo Version)                               | 4:08                         |
| 14.                          | «Dead of the Night» (Demo Version)                                | 3:33                         |

## Учасники запису
Blind Guardian
- Гансі Кюрш - вокал і бас
- Андре Ольбрих - провідна гітара та бек-вокал
- Маркус Сіпен - ритм-гітара та бек-вокал
- Томас "Томен" Стаух - барабани

Запрошені музиканти
- Ганс-Пітер Фрей - ударні на тему "Gandalf's Rebirth"
- Крістоф Тейзен - ритм-гітара на "Gandalf's Rebirth"
- Рольф Келер, Майкл Восс - бек-вокал

Виробництво
- Калле Трапп - продюсер, інженер, мікшувальник
- Холгер Шрайбер - інженер "Gandalf's Rebirth"
- van Waay Design - обкладинка

Lucifer's Heritage (треки 10-14)
- Гансі Кюрш - вокал і бас
- Андре Ольбрих - свинцева гітара
- Маркус Дорк - ритм-гітара, додатковий вокал на "Symphonies of Doom"
- "Томен" Стаух - барабани